# Dothideomycetes
Dothideomycetes es una clase de hongos de la subdivisión Pezizomycotina de la división Ascomycota. Anteriormente se les clasificaba bajo la clase Loculoascomycetes debido a que las ascas (sacos que contienen a las ascosporas) se forman dentro de cavidades embebidas en el estroma del esporocarpo. Así mismo, también se les clasificó junto con los Sordariomycetes y los Laboulbeniomycetes en la clase Pyrenomycetes ya que uno de los ascomas que se presentan en las tres clases tienen apariencia peritecioide.
La clase engloba poco más del 24% de la diversidad descrita en el subreino Dykaria. De ese 24% al menos el 50% corresponde al orden Capnodiales, el 45.8% al orden Pleosporales, el 4.1% al orden Dothideales mientras el restante .1% se distribuye en 9 órdenes más. Los análisis moleculares han ofrecido la evidencia para afirmar que se trata de un grupo monofilético.
Comprende cerca de 50 familias, 650 géneros y 6.300 especies conocidas.

## Ecología
Son un grupo sumamente importante ecológicamente hablando. Algunas de sus especies se desempeñan como hongos marinos de manglares, mientras otros forman relaciones micorrizoógenas e incluso unas más se encuentran como líquenes al asociarse con fotobiontes. No obstante un gran número de miembros de la clase son patógenos virulentos de otros hongos, insectos y plantas con gran importancia económica. Tanto es el interés por conocer y controlar a estos últimos que ya se han secuenciado más de 100 genomas.
La clase tiene muchas y severas fitopatógenos como Phaeosphaeria nodorum, Venturia inaequalis).

## Ascas
La forma de la pared del asca es eutunicada, es decir que sus paredes son visibles, gruesas y duraderas. A su vez también son bitunicadas debido a que se encuentran compuestas por dos capas funcionales en donde la externa — que recibe el nombre de ectotúnica o ectoasca — es rígida, delgada, con dehiscencia lateral y frágil ante el aumento de la presión interna que ejerce la capa interna — denominada endotúnica o endoasca — que se encuentra directamente en contacto con las ascosporas al madurar estas.

## Ascoma
Su ascoma — al que también se le puede encontrar en la literatura con el nombre de ascocarpo o esporocarpo — es la estructura reproductora encargada de la formación de esporas. Antes que el talo del hongo experimente reproducción sexual, ya sea por contacto gamentagial, copulación gametangial, espermatización o somatogamia, el ascoma de tipo pseudotecio (también conocido como pseudoperotecio y ascostroma ) se desarrolló antes de la cariogamia siendo sólo el producto de la unión de hifas somáticas. A este tipo de desarrollo se le denomina ascolocular. No obstante hay sus excepciones donde la formación del ascocarpo sucede después de la cariogamia. En el pseudotecio las ascas son formadas dentro de cavidades o lóculos embebidas en tejido compuesto fundamentalmente por pseudoparénquima.

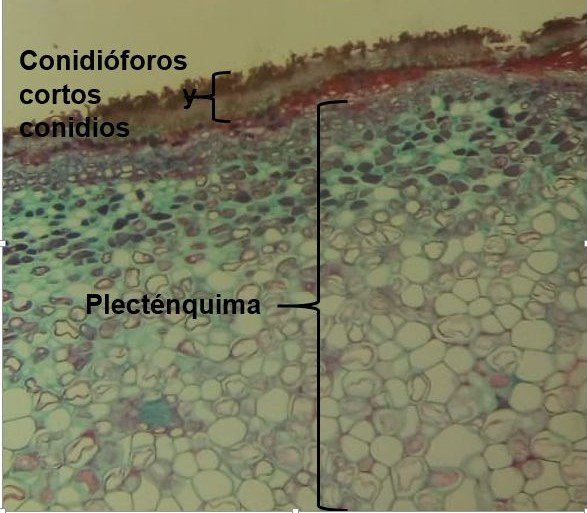
Acérvulo observado en una preparación permanente de la fase asexual de Venturia inaequalis a 10x

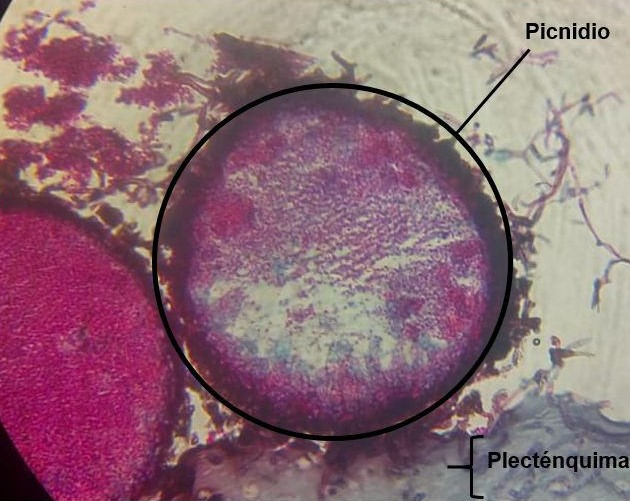
Picnidio observado en una preparación permanente de Phoma a 40x

En líquenes del orden, sus ascocarpos pueden adoptar la forma de un apotecio, un historecio o un cleistotecio. Los cleistotecios son ascomas totalmente cerrados con las ascas prototunicadas que se liberan al desgarrarse las paredes del ascoma.

## Ascosporas
Las ascosporas son esporas resultado de la reproducción sexual . Después de la cariogamia el zigoto (2n) experimenta meiosis dentro de las ascas produciendo 4 células de ploidia (n), posteriormente sucede una mitosis en cada célula generando 8 ascosporas. Este número de ascosporas se mantiene en la mayoría de los géneros.

## Micorrizas
La capacidad de formar ectomicorrizas es un carácter que se ha desarrollado y ha aparecido múltiples veces dentro de la evolución del reino Fungi.
Cenococcum es un hongo anamorfo que no produce esporas debido a la pérdida tanto de la capacidad como de las estructuras reproductoras, no obstante lo anterior no le impide ser uno de los géneros capaces de establecer relaciones micorristicas con sus hospederos siendo de los más frecuentes y abundantes a nivel global. No es un género específico para consumar la relación ya que tiene un amplio espectro de potenciales hospederos que incluye tanto a las angiospermas como a las gimnospermas en una gran variedad de sitios.